# Lasioglossum paitense
Lasioglossum paitense är en biart som först beskrevs av Cockerell 1926.  Lasioglossum paitense ingår i släktet smalbin, och familjen vägbin. Inga underarter finns listade i Catalogue of Life.